# Clarkston, East Renfrewshire
Clarkston är en ort i Storbritannien.   Den ligger i kommunen East Renfrewshire och riksdelen Skottland, i den centrala delen av landet, 500 km nordväst om huvudstaden London. Clarkston ligger 95 meter över havet och antalet invånare är 4 778.
Terrängen runt Clarkston är platt åt nordost, men åt sydväst är den kuperad. Terrängen runt Clarkston sluttar norrut. Runt Clarkston är det tätbefolkat, med 308 invånare per kvadratkilometer. Närmaste större samhälle är Glasgow, 8,9 km norr om Clarkston. Trakten runt Clarkston består i huvudsak av gräsmarker.